# Podjasień (Zbydniów)
Podjasień – część wsi Zbydniów w Polsce położona w województwie małopolskim, w powiecie bocheńskim, w gminie Łapanów.
W latach 1975–1998 Podjasień należał administracyjnie do województwa tarnowskiego.